# Кіши-Шиган
Кіши́-Шига́н (каз. Кіші Шаған) — село у складі Панфіловського району Жетисуської області Казахстану. Входить до складу Улькеншиганського сільського округу.
У радянські часи село називалось Малий Чиган.
Населення — 3390 осіб (2021; 2654 у 2009, 2805 у 1999, 2434 у 1989).